# Kalamákion
Kalamákion (Kalamaki) är en ort i Grekland. Den ligger i prefekturen Fthiotis och regionen Grekiska fastlandet, i den centrala delen av landet, 160 km nordväst om huvudstaden Aten. Kalamákion ligger 785 meter över havet och antalet invånare är 169.
Terrängen runt Kalamákion är kuperad åt sydost, men åt nordväst är den platt. Kalamákion ligger uppe på en höjd som går i öst-västlig riktning. Runt Kalamákion är det ganska tätbefolkat, med 155 invånare per kvadratkilometer. Närmaste större samhälle är Lamia, 13,1 km sydost om Kalamákion. == Kommentarer ==
1. ↑  Framräknat ur variansen i alla höjduppgifter (DEM 3") från Viewfinder Panoramas, inom 10 km radie.[2] Mer om algoritmen finns här: Användare:Lsjbot/Algoritmer.